# Новопетровское (Черниговская область)
Новопетровское (укр. Новопетрівське) — село в Талалаевском районе Черниговской области Украины. Население — 91 человек. Занимает площадь 5,311 км².
Код КОАТУУ: 7425382803. Почтовый индекс: 17241. Телефонный код: +380 4634.

## Власть
Орган местного самоуправления — Поповичковский сельский совет. Почтовый адрес: 17242, Черниговская обл., Талалаевский р-н, с. Поповичка, ул. Ватутина, 1.